# Os sete de Khrennikov

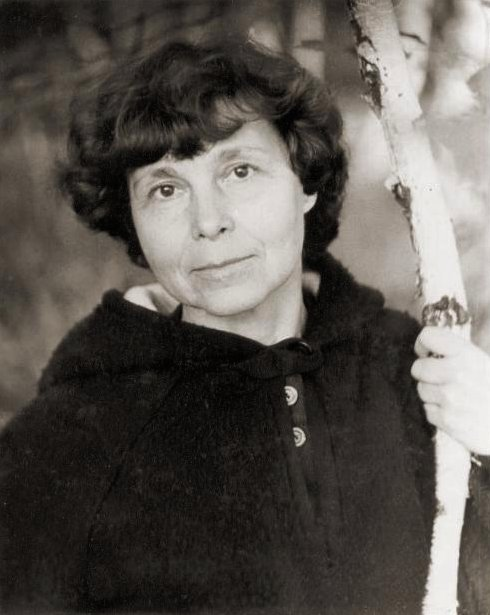
Russian composer Sofia Gubaidulina in Sortavala

Os sete de Khrennikov (em russo: Хренниковская семёрка; translit.: Khrennikovskaya semyorka) foi um grupo de sete compositores russos denunciados em 1979 durante o sexto congresso da União dos Compositores da União Soviética por Tikhon Khrennikov, na época presidindo a entidade. Khrennikov os repreendeu por suas participações em festivais de música no Ocidente, dentre os quais os de Colônia e Veneza. Qualificou suas composições como "lama barulhenta em vez de inovação musical real", sendo apenas "combinações incomuns e efeitos excêntricos de tom". Questionou se tais obras poderiam "representar nosso país, nossa música". Assim, os compositores foram colocados sob boicote oficial, o que significaria figurar por anos nas "listas negras" de rádios, televisões e concertos.
Em um caso anterior, durante o primeiro congresso de 1948, Khrennikov e outros secretários da União já haviam denunciado os compositores Sergei Prokofiev, Dmitri Shostakovich, Nikolai Myaskovsky e outros.

## Os sete
Khrennikov os listou na seguinte ordem:
1. Elena Firsova
2. Dmitri Smirnov
3. Aleksandr Knayfel
4. Viktor Suslin
5. Vyacheslav Artyomov
6. Sofia Gubaidulina
7. Edison Denisov